# St.-Johannis-Kirche (Würzburg)

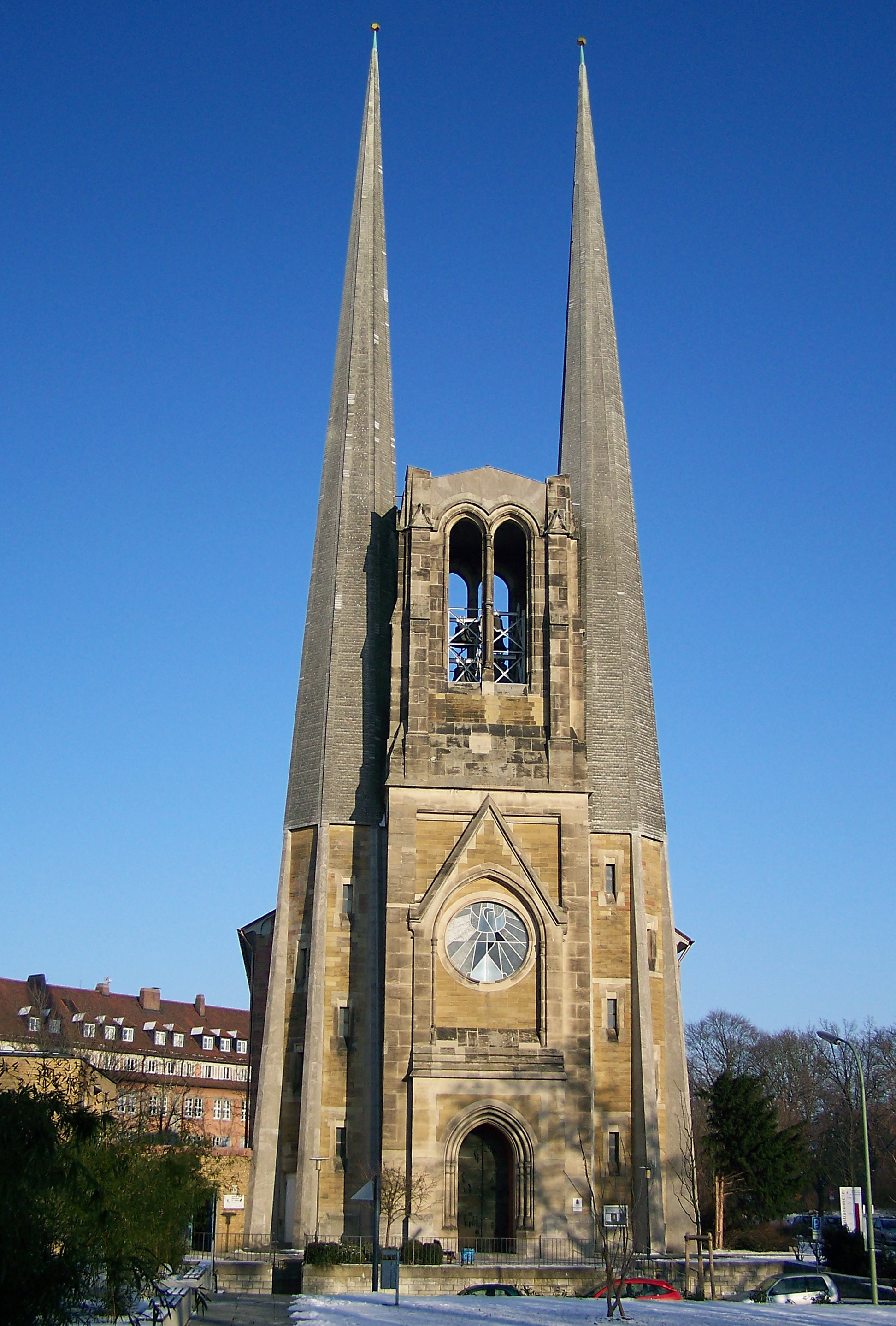
St.-Johannis-Kirche

Die St.-Johannis-Kirche ist nach St. Stephan die zweite evangelisch-lutherische Pfarrkirche in Würzburg und gleichzeitig die erste, die von der evangelischen Gemeinde selbst erbaut wurde. Sie wurde am 24. Juni 1895 Johannes dem Täufer geweiht. Die nach kriegsbedingter Zerstörung wieder neuerrichtete und 1957 neu eingeweihte Kirche befindet sich in der Würzburger Innenstadt etwa 200 Meter nordöstlich der Residenz an der Einmündung der Hofstallstraße in die Husarenstraße. Sie ist aufgrund des Straßennetzes nicht exakt geostet, sondern weist in Richtung Nordosten.

## Geschichte
Nachdem ein Protestantischer Kirchenbauverein bis Ende 1890 bereits über 100.000 Mark zur Errichtung einer neuen evangelischen Kirche gesammelt hatte, war ein Kirchenneubau in der zunächst vorgesehenen Ludwigstraße, wo von der Stadt ein Grundstück zur Verfügung gestellt worden war, aufgrund der dortigen Bodenbeschaffenheit nicht möglich. Daraufhin wurde gegen Zahlung von 11.000 Mark für das Ludwigstraßenareal ein Grundstück am Rennweger Glacis eingetauscht und ein weiteres Darlehen von 200.000 Mark aufgenommen, so dass dann im Juli 1892 nach Plänen des Architekten Hermann Steindorff mit den Bauarbeiten der Johanniskirche, dem ersten Kirchenneubau Würzburgs seit über 100 Jahren, begonnen werden konnte. Kurz nach der Einweihung begann der spätere Begründer der Bewegung Die Christengemeinschaft Friedrich Rittelmeyer als Stadtvikar von St. Johannes seine Tätigkeit und arbeitete dort bis 1902. Nach den erheblichen Zerstörungen im Krieg (siehe unten) hielt die Johannisgemeinde ab 1948 zunächst den schon wiederhergestellten Saal des Evangelischen Arbeitervereins im Luisengarten zur Durchführung ihrer Gottesdienste. Am 29. Juli 1956 wurde für den Neubau  die Grundsteinlegung vollzogen. Am 13. Juni 1957 war das Richtfest und schon am 22. Dezember 1957 wurde das Gotteshaus geweiht. 1966 entstand auf Initiative des St.-Johannis-Kantors Günter Jena eine Johann Sebastian Bach-Gesellschaft, aus der 1969 die Bachtage hervorgingen.

## Architektur
Die ursprünglich eintürmige Kirche brannte während des Zweiten Weltkriegs nach dem Bombenangriff auf Würzburg am 16. März 1945 aus. Die Turmruine wurde durch den Münchner Architekten Reinhard Riemerschmid (1914–1996) in den Jahren 1956/57 neu gestaltet und 1957 eingeweiht. Dazu flankierte Riemerschmid die helmlose Turmruine mit zwei schlanken Pyramiden mit achteckigem Grundriss. Diese sind den ehemaligen Treppentürmen übergestülpt und bilden gleichsam eine Doppelturmfassade von insgesamt 60 Meter Höhe. Die Türme bestehen aus einer Stahlkonstruktion mit hellgrauer Faserzementplattenverkleidung. Seit dem Umbau hat die Kirche mit trapezförmigem Grundriss den Charakter eines Mahnmals.

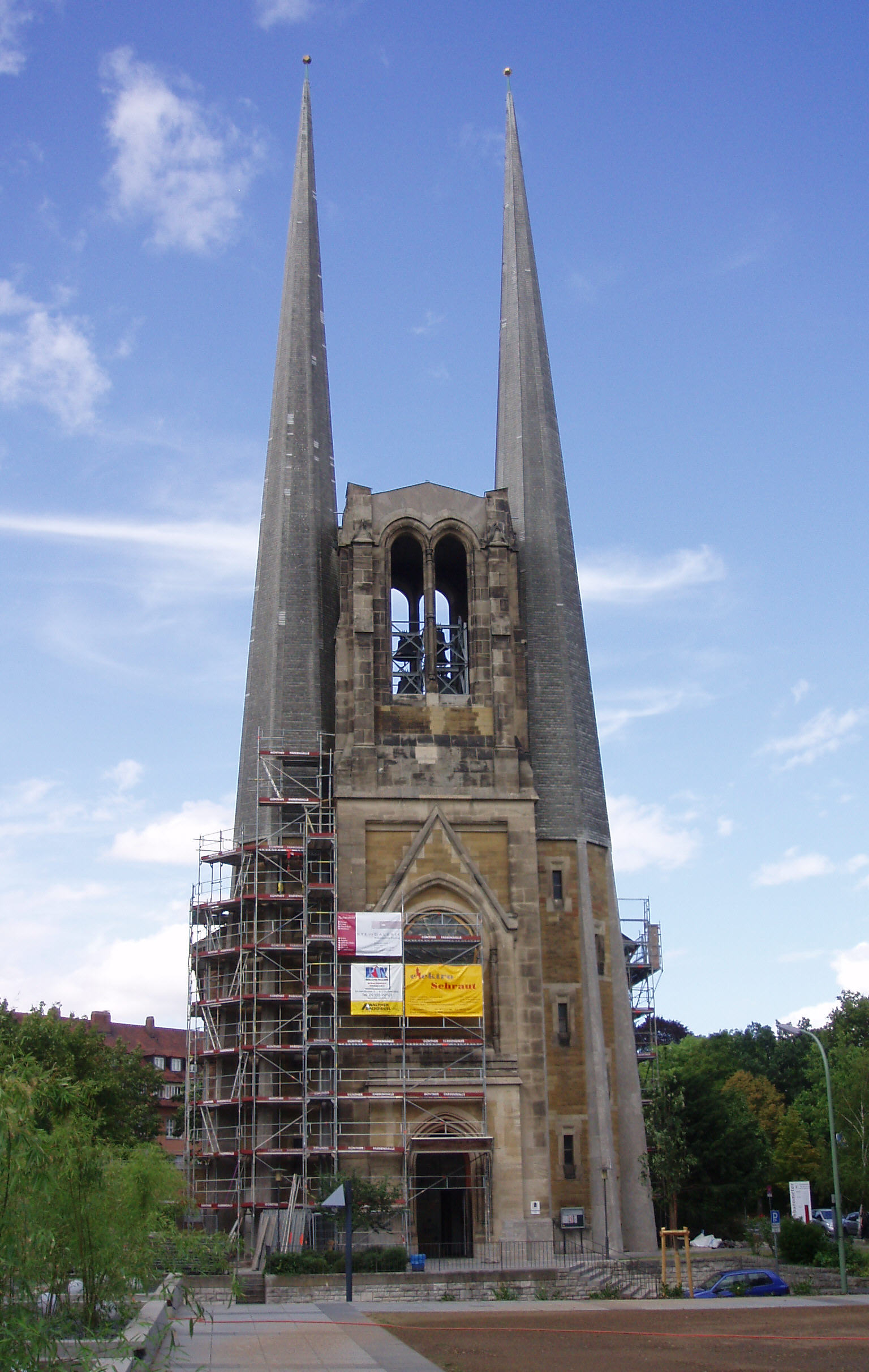
Die Kirche während der Renovierung 2008
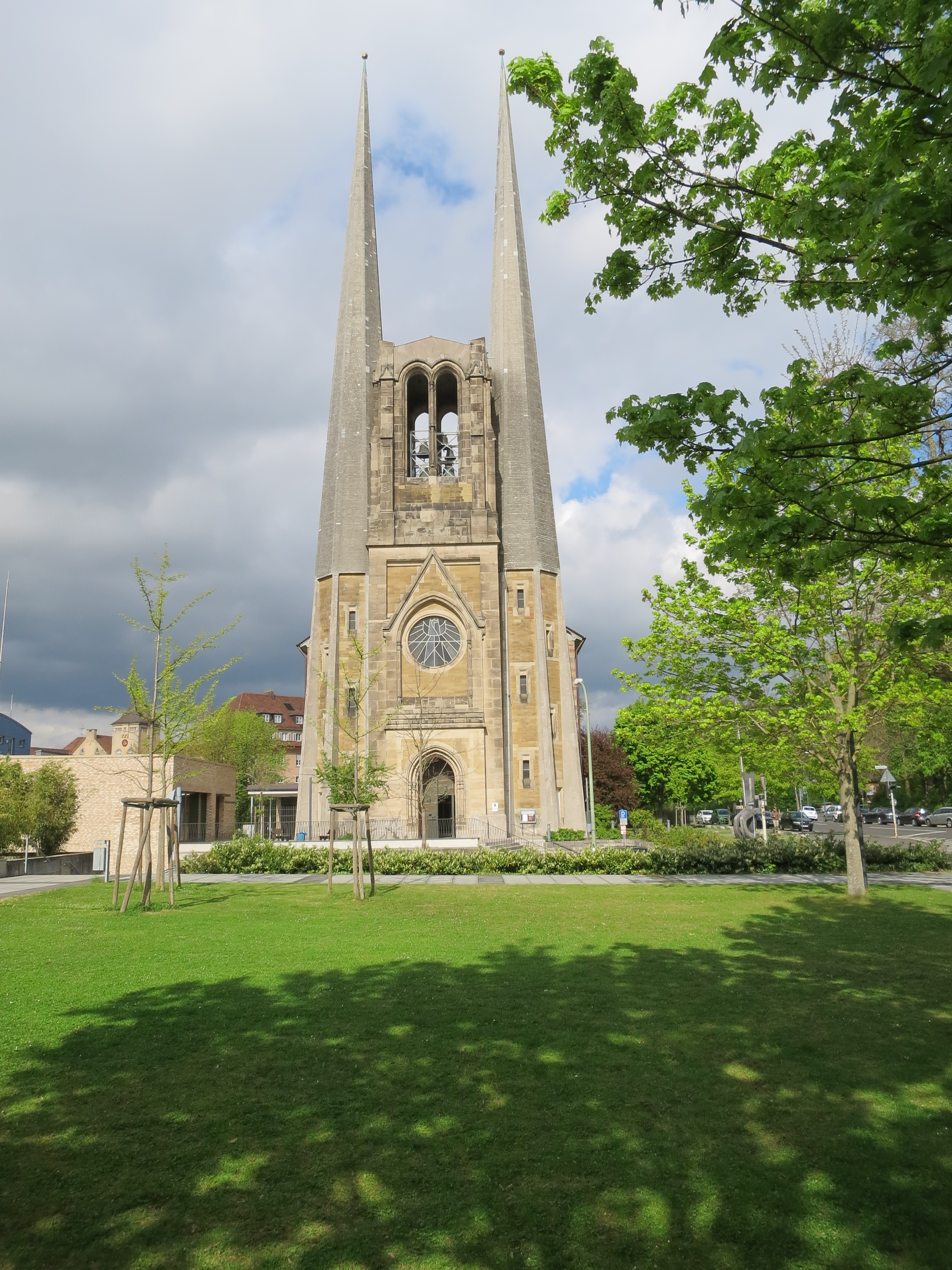
Die Kirche im Frühjahr 2017
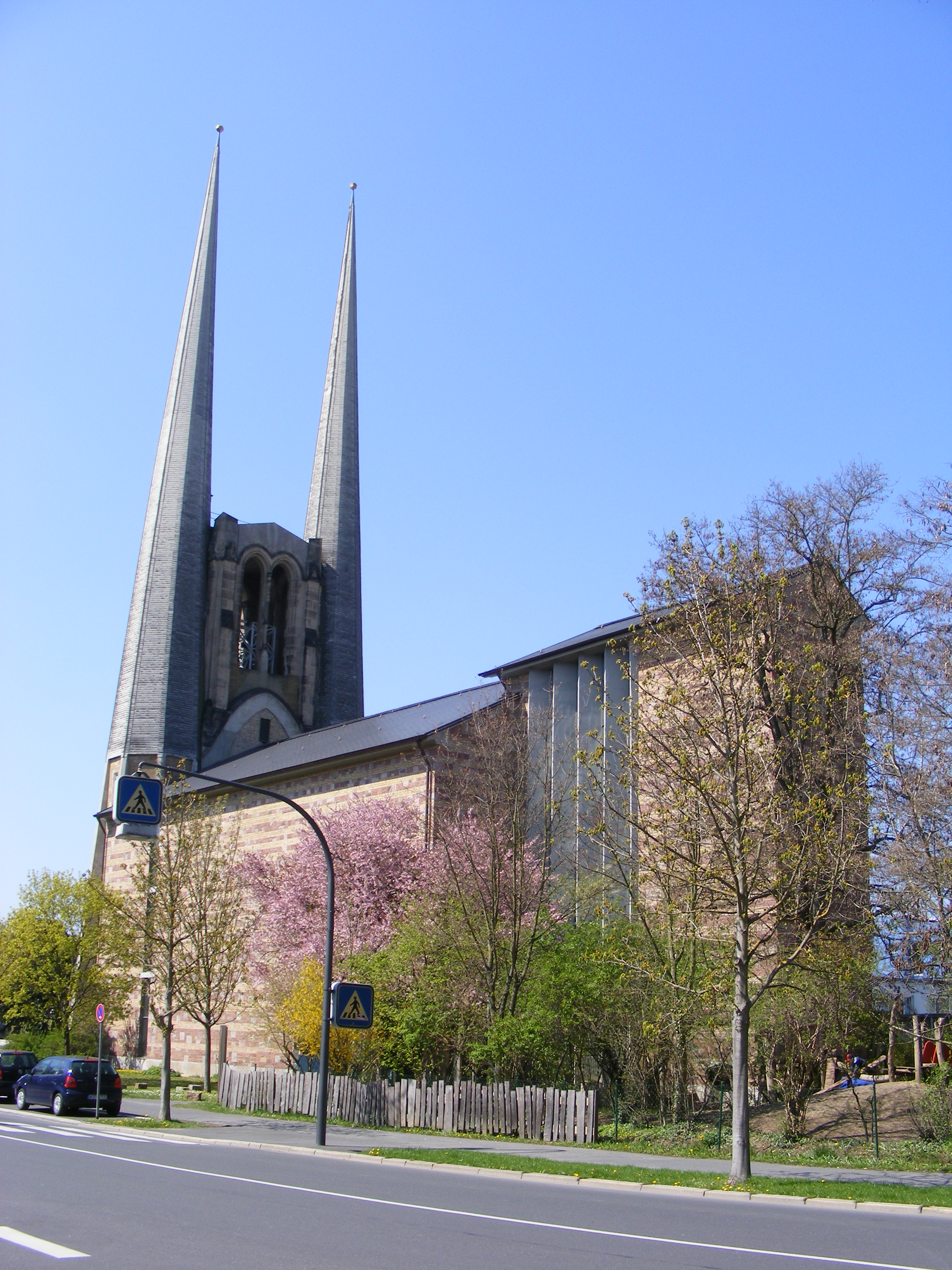
Die Kirche von hinten
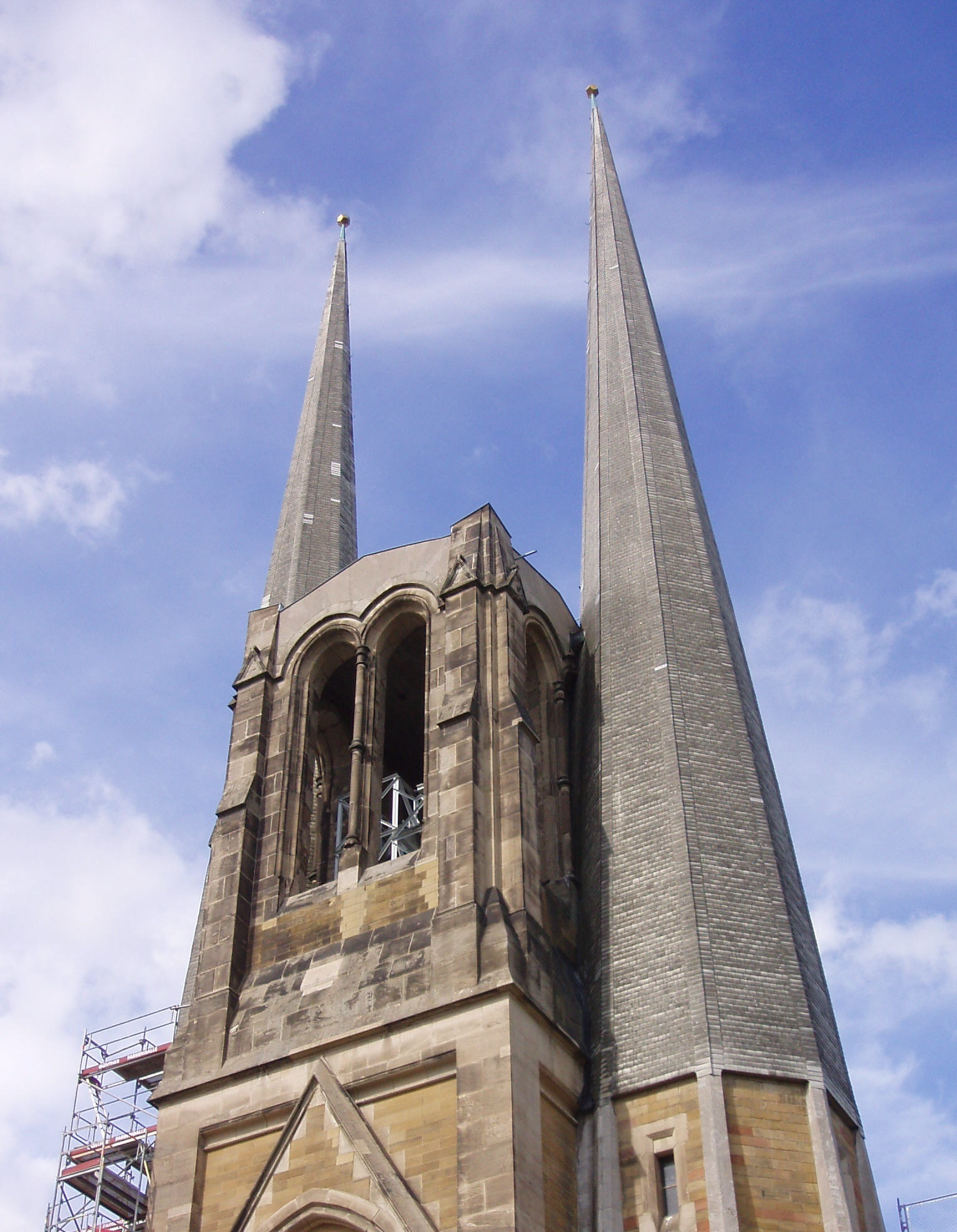
Türme
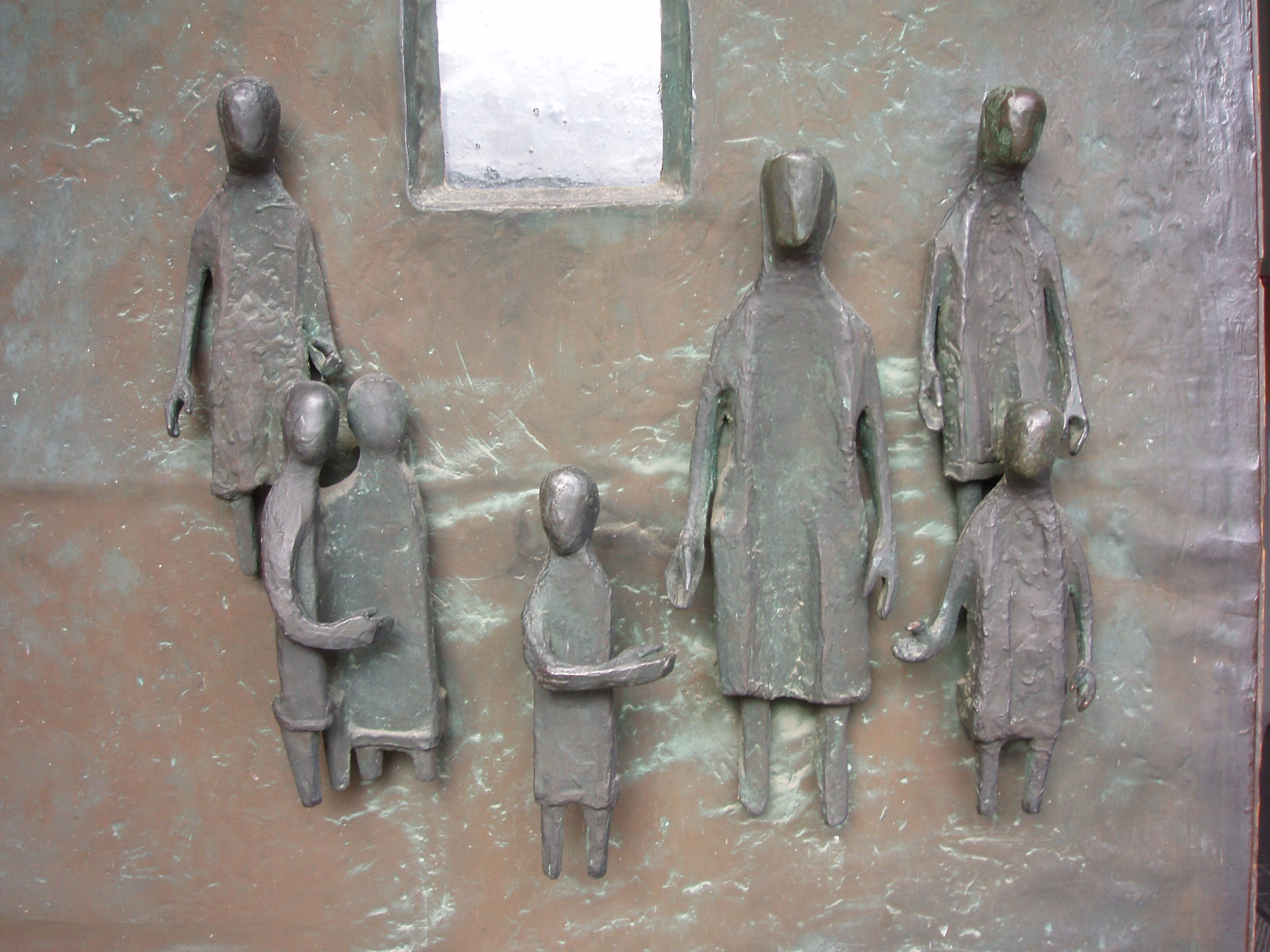
Detail der Haupteingangstür

## Ausstattung
Der Ursprungsbau der St.-Johannis-Kirche war ein dreischiffiges Langhaus. Die heutige Kirche ist ein einschiffiger Saalbau, der in seiner Ausstattung schlicht gehalten ist. Sieben Stahlbetonträger, die sich von oben nach unten verjüngen, gliedern den Innenraum und verleihen ihm zusammen mit der von innen sichtbaren Satteldachform ein zeltartiges Aussehen. Die Decken sind zur besseren Akustik mit hellen, schallschluckenden Odenwaldplatten verkleidet.
Blickfang des Kircheninneren ist eine monumentale, überlebensgroße Lindenholzskulptur, die an zwei Seilen befestigt über dem Altarraum hängt. Die Plastik Christus als Weltenrichter stammt vom Münchner Bildhauer Helmut Ammann. Christus wird dabei von zwei posaunenblasenden Cherubim flankiert und thront mit aufgeschlagenem Buch auf einem Regenbogen.

Der Innenraum
Das Opferlamm
Wandreliefs (Fußwaschung, Karl Hemmeter)
Wanddekoration

## Geschütztes Baudenkmal
Die am Rennweger Ring 1 gelegene evangelisch-lutherische Pfarrkirche ist ein geschütztes Baudenkmal mit der Aktennummer D-6-63-000-449 des Bayerischen Landesamtes für Denkmalpflege. Sie wird folgendermaßen beschrieben: „Saalbau mit sieben nach unten verjüngenden Stahlbetonträgern, niedriges nördliches Seitenschiff, aus geschichtetem Mauerwerk und westwerkartigem Turmriegel bestehend aus Turmstumpf des neugotischen Vorgängerbaus von Hermann Steindorff sowie flankierenden hohen Spitzhelmen des Wiederaufbaus, Nachkriegsmoderne, Reinhard Riemerschmid, 1956/57; mit Ausstattung.“

## Glocken
Die Kirchenglocken der St.-Johannis-Kirche wurden von Georg Schäfer aus Schweinfurt gestiftet. Das Geläut wurde vom Erdinger Glockengießermeister Czudnochowsky gegossen und ist auf die Töne d′ – e′ – fis′ – a′ – h′ gestimmt.
|          | Name           | Schlagton | Gießer        | Gussjahr | Durchmesser/mm | Masse/kg |
| -------- | -------------- | --------- | ------------- | -------- | -------------- | -------- |
| Glocke 1 | Betglocke      | d′        | Czudnochowsky | 1957     | 1350           | 1500     |
| Glocke 2 | Herrenglocke   | e′        | Czudnochowsky | 1957     | 1180           | 1100     |
| Glocke 3 | Kreuzglocke    | fis′      | Czudnochowsky | 1957     |                | 0760     |
| Glocke 4 | Johannisglocke | a′        | Czudnochowsky | 1957     |                | 0525     |
| Glocke 5 | Taufglocke     | h′        | Czudnochowsky | 1957     |                | 0380     |

## Orgel

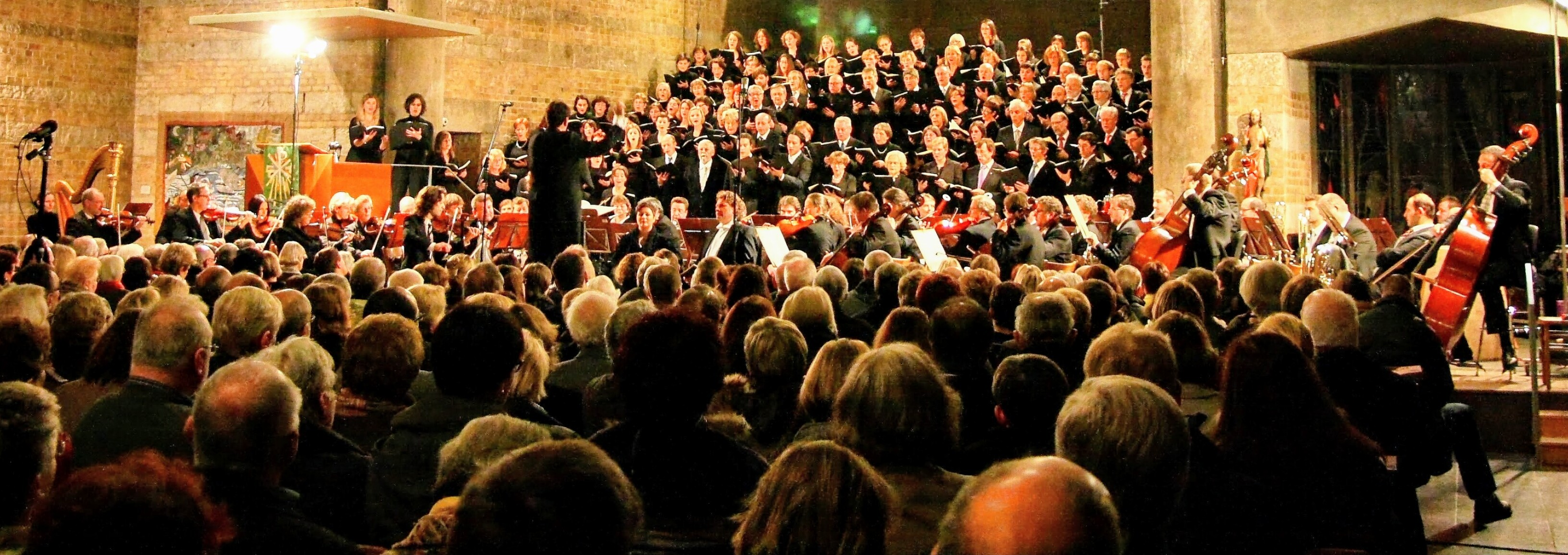
Aufführung des Deutschen Requiems von Johannes Brahms mit dem Oratorienchor Würzburg und der Thüringen Philharmonie Gotha, November 2012

Die Orgel mit 39 Registern auf drei Manualen und Pedal lieferte 1960 die Firma Rudolf von Beckerath Orgelbau, Hamburg.

## Umfeld der Kirche

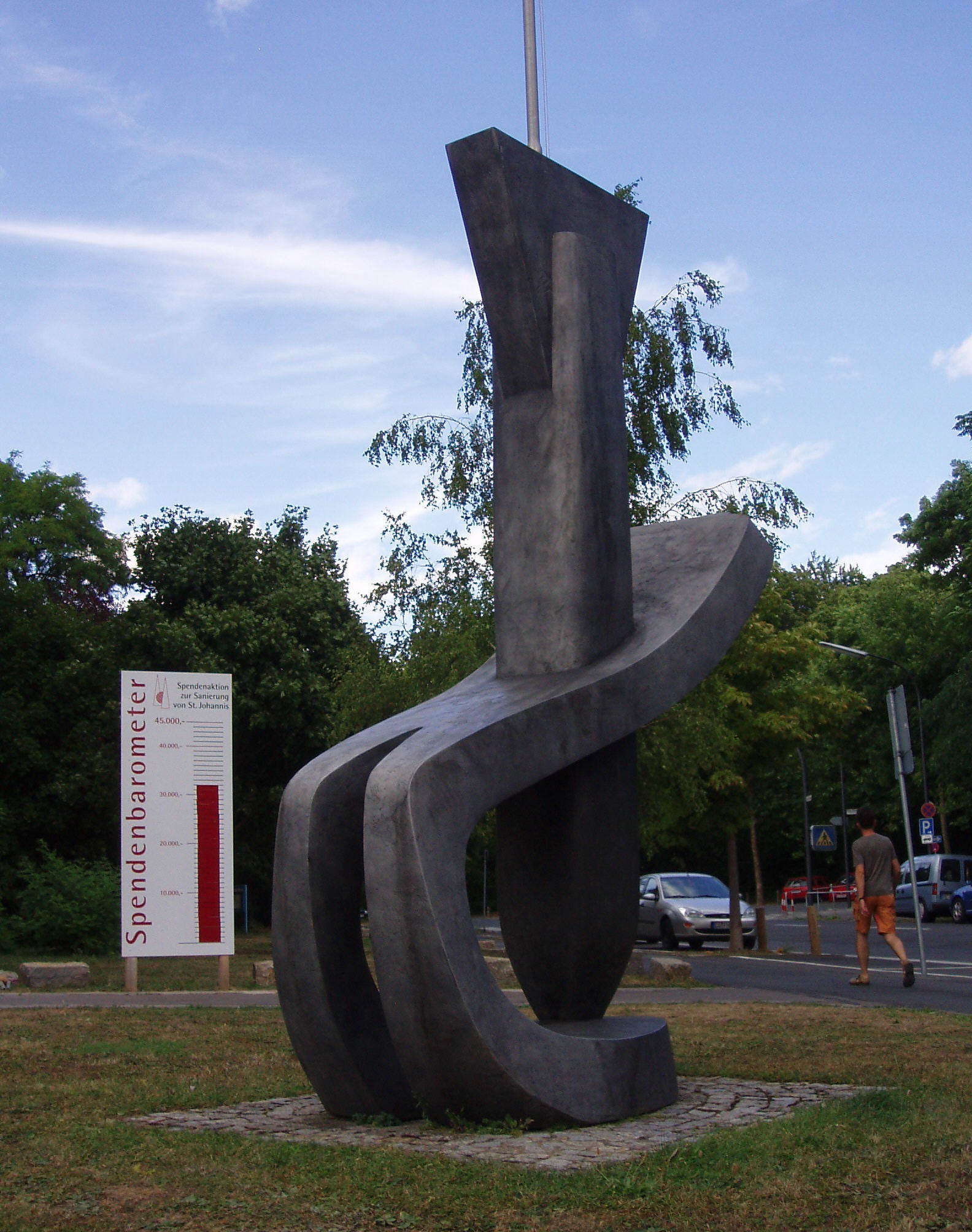
Tod durch Bomben von Vadim Sidur, im Hintergrund das Spendenbarometer für die Renovierung der Kirche

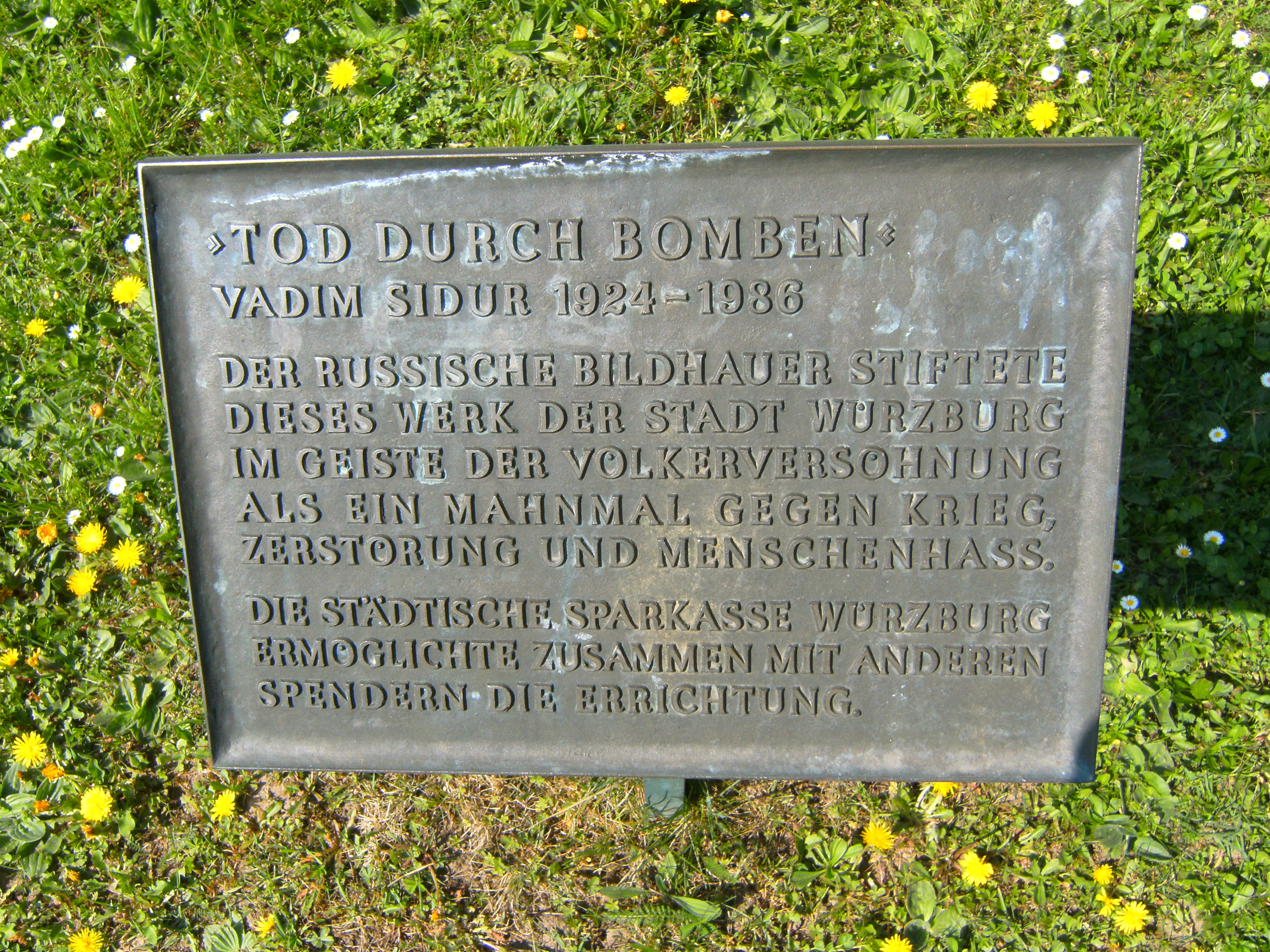
St.-Johannis-Kirche (Würzburg). Bombenmahnmal Tod durch Bomben von Vadim Sidur. Plaque.

Vor der Kirche wurde das Bombenmahnmal Tod durch Bomben, ein Denkmal gegen Krieg und für Frieden, von Vadim Sidur errichtet.

## Trivia
Im Würzburger Volksmund wird die Kirche gerne ob ihrer charakteristischen Türme auch als Batman-Kirche bezeichnet. Auf diese Tatsache spielt auch das Logo des Projekts zur Turmsanierung an.